# Верховний суд Ізраїлю
31°46′51″ пн. ш. 35°12′13″ сх. д. / 31.780833° пн. ш. 35.203611° сх. д.
Верховний суд Ізраїлю (івр. ‏ ‏בית המשפט העליון‏‎‎) — державний орган, що стоїть на вершині ієрархії судової влади і є вищою судовою інстанцією в державі Ізраїль; також виступає в ролі Верховного Суду Справедливості (івр. בית משפט גבוה לצדק, БАГАЦ). Верховний суд Ізраїлю розташований в Єрусалимі.
Юрисдикція Верховного суду поширюється на всю територію держави. Рішення прийняті Верховним судом є обов'язковими для всіх нижчих судів (див. Судовий прецедент).
Судді Верховного суду, як і судді нижчих судових інстанцій, призначаються президентом Ізраїлю за поданням Комісії з обрання суддів, що складається з дев'яти членів. До складу комісії входять троє суддів Верховного суду, включаючи Голову Верховного суду; двоє міністрів, включаючи міністра юстиції; двоє депутатів Кнесету; двоє членів Колегії адвокатів. Для прийняття рішення про призначення судді, як правило, потрібна більшість, що складається з семи або більше членів Комісії. Тому кожні її три члена (наприклад, всі судді) можуть накладати вето на те чи інше призначення.
У Верховному суді судді призначаються на постійну посаду і перебувають в своїх повноваженнях до досягнення віку 70 років, після якого йдуть у відставку. На чолі суду стоїть Голова Верховного суду, в даний час до складу суду входять 15 суддів. У деяких випадках, до Верховного суду може призначатися невелику кількість суддів на тимчасову посаду.
Верховний суд Ізраїлю функціонує на підставі Основного закону про суд.
Вищий Суд Справедливості (БАГАЦ) користується широкими повноваженнями по відношенню до виконавчої, законодавчої та судової систем і сприймається в Ізраїлі як інструмент захисту громадян перед владою.

## Повноваження Верховного суду
Верховний суд Ізраїлю виконує чотири основні функції:
- він є Вищим судом справедливості (БАГАЦ, івр. בג"צ), тобто судом, який розглядає позови проти держави, громадських організацій, а також будь-яку справу, яке, згідно з думкою суду, є порушенням справедливості.
- він є органом оскарження постанов окружних судів.
- він також може піддати повторному розгляду свої власні постанови, якщо вважатиме їх досить важливими, в більш широкому суддівському складі.
- він може призначити повторний суд у кримінальній справі, якщо було виявлено, що докази у цій справі були помилковими або підробленими, або були виявлені нові докази, або є серйозні підстави вважати, що попереднє рішення було несправедливим. Повторний суд може бути призначений як у Верховному, так і в окружному суді.

## Повноваження як Вищого Суду Справедливості
Відповідно до прийнятої практики, закріпленої в одному з положень Основного закону про судочинство, функції контролю за дотриманням законів державними інститутами покладені на Верховний суд, який виступає в такому разі як Вищий суд справедливості (БАГАЦ). З плином часу, з поширенням практики скасування прийнятих Кнесет законів, як не відповідають Основним законам, БАГАЦ фактично утвердив себе як конституційного суду, незважаючи на відсутність законодавчих актів в цій сфері. Функціонування БАГАЦ у цьому статусі підпорядковується наступним принципам:
- Верховний суд Ізраїлю позбавлений права попереднього конституційного контролю над законопроєктами в процесі їх підготовки.
- Суд не наділений функцією «абстрактного контролю», яка має на увазі можливість подачі запиту до суду про конституційність прийнятих законів та інших нормативних актів незалежно від їх застосування в конкретних правовідносинах.
- Верховний суд підкоряється принципу «пов'язаної ініціативи» — він не має права розглядати питання про конституційність нормативних актів, в тому числі законів, за власною ініціативою.
- Верховний суд має виключно правом конкретного (інцидентності) контролю, який передбачає, що питання про конституційність закону або підзаконного акту ставиться, розглядається і вирішується тільки в зв'язку з конкретним судовим розглядом.